# Cardilia semisulcata
Cardilia semisulcata is een tweekleppigensoort uit de familie van de Cardiliidae. De wetenschappelijke naam van de soort is voor het eerst geldig gepubliceerd in 1819 door Lamarck.